# محمدحسن نظافتی
محمّدحسن نظافتی (متولد۱ فروردین ۱۳۳۹ در بجنورد) جراح قلب ایرانی است. وی فارغ‌التحصیل دانشگاه پیر و ماری کوری می‌باشد. نظافتی از طرف دانشگاه کمبریج انگلستان به عنوان یکی از ۱۰۰ جراح قلب برگزیده دنیا معرفی شده و مدال افتخار جامعه پزشکی آمریکا را در سال ۲۰۰۷ دریافت کرده‌است. او همچنین تنها جراح ایرانی فعال عضو انجمن بین‌المللی جراحان قلب به روش ویدئویی و رئیس بخش جراحی قلب بیمارستان امام رضا مشهد است. همچنین دکتر نظافتی بنیانگذار جراحی نوین قلب در ایران و خاورمیانه است. او در حال حاضر بالاترین آمار جراحی قلب کودکان به روش ویدئویی را در جهان به نام خود به ثبت رسانده‌است. 

## زندگی
محمّدحسن نظافتی در بجنورد متولد شد و با خانواده در سه سالگی به مشهد مهاجرت کرد. وی در کنکور سراسری در دانشگاه پزشکی مشهد پذیرفته شد و پس از فارغ‌التحصیلی با دریافت بورسیه‌ای از وزارت بهداشت دورهٔ کامل جراحی قلب را در پاریس سپری کرد و در دانشگاه پیر ماری کوری و بیمارستان پیتر سالپتیهٔ پاریس شروع به کار کرد.

## عناوین و فعالیت‌ها
- یکی از ۱۰۰ جراح قلب برتر دنیا از سوی دانشگاه کمبریج انگلستان
- عضو هیئت علمی و سرپرست تیم پیوند قلب دانشگاه علوم پزشکی مشهد
- انجام بیش از ۸۰۰۰ جراحی قلب
- دارای بزرگترین آمار دنیا در زمینهٔ جراحی قلب کودکان به روش ویدئویی
- تنها جراح ایرانی فعال عضو انجمن بین‌المللی جراحان قلب به روش ویدئویی
- رئیس بخش جراحی قلب بیمارستان امام رضا
- عضو انجمن جراحان قلب ایران
- عضو انجمن جراحان قلب و عروق فرانسه و اروپا
- عضو انجمن بین‌المللی جراحان قلب به روش ویدئویی در آمریکا
- سخنران علمی در کنفرانس‌های سالانه انجمن بین‌المللی جراحان قلب